# San Antonio (Salto)
San Antonio ist eine Ortschaft im Westen Uruguays. 

## Geographie
Sie befindet sich auf dem Gebiet des Departamento Salto in dessen Sektor 3. Der Norden der Ortschaft wird vom Arroyo San Antonio Grande tangiert, während im Süden dessen Nebenfluss, der de la Bomba fließt. San Antonio liegt dabei östlich Colonia 18 de Julios und der Departamento-Hauptstadt Salto. Nordwestlich ist Garibaldi, südwestlich Albisu gelegen. In größerer Entfernung befindet sich zudem südöstlich Laureles.

## Einwohner
Die Einwohnerzahl San Antonios beträgt 877 (Stand: 2011), davon 456 männliche und 421 weibliche.
| Jahr | Einwohner |
| ---- | --------- |
| 1963 | 626       |
| 1975 | 576       |
| 1985 | 527       |
| 1996 | 582       |
| 2004 | 866       |
| 2011 | 877       |

Quelle: Instituto Nacional de Estadística de Uruguay

## Stadtverwaltung
Bürgermeister (Alcalde) von San Antonio ist Fernando Ferreira.